# Agave huachucaensis
Agave huachucaensis es un sinónimo de  Agave parryi var. huachucensis es una especie de planta suculenta perteneciente a la familia de las agaváceas.  Se la conoce como agave de Huachuca .

## Distribución
Son nativas de Arizona donde se encuentran en Huachuca Mountains en alturas de 1550-2480 m s. n. m.

## Taxonomía
Agave huachucaensis fue descrito por John Gilbert Baker  y publicado en Handbook of the Amaryllideae 172–173. 1888.
Etimología
Agave: nombre genérico que fue dado a conocer científicamente en 1753 por el naturalista sueco Carlos Linneo, quien lo tomó del griego Agavos. En la mitología griega, Ágave era una ménade hija de Cadmo, rey de Tebas que, al frente de una muchedumbre de bacantes, asesinó a su hijo Penteo, sucesor de Cadmo en el trono. La palabra agave alude, pues, a algo admirable o noble.
huachucaensis: epíteto geográfico que alude a su localización en Huachuca. 
Sinonimia
- Agave parryi var. huachucensis (Baker) Little basónimo
- Agave applanata var. huachucensis (Baker) Mulford	[3][4]